# Криоконденсация
Криоконденсация (англ. cryocondensation) — конденсация газов и паров различных соединений при криогенных температурах с образованием плёнки твердого конденсата на охлаждаемой поверхности или частиц конденсата непосредственно в хладагенте.

## Описание
Криоконденсация является одним из основных приёмов криохимического метода молекулярных пучков и исследования химических реакций при криогенных температурах.